# 石川縣立高濱高等學校
石川縣立高濱高等學校位於日本石川縣羽咋郡志賀町高濱町之公立高級中學。

## 學科
全日制普通科
- 文理課程
- 情報課程

## 沿革
- 1949年 - 石川縣立羽咋高等學校定時制高濱分校設置（僅有家庭科）。
- 1963年 - 移行為全日制課程。設置普通科與家政科。
- 1969年 - 家政科停止招生。設置商業科。
- 1991年 - 設置機械系統科。
- 1992年 - 商業科停止招生。設置情報會計科。
- 2002年 - 情報會計科停止招生。

## 關連項目
- 石川縣高等學校列表